# Stanley Engerman
Stanley Lewis Engerman (14 mars 1936 – 11 mai 2023) est un économiste et historien de l'économie américain. Il est connu pour ses travaux historiques quantitatifs aux côtés de l'économiste lauréat du prix Nobel Robert Fogel. Son livre majeur, co-écrit avec Robert Fogel en 1974, Time on the Cross : The Economics of American Negro Slavery est lauréat du prix Bancroft pour l'histoire américaine, et présente de manière critique l'économie de l'esclavage.

## Jeunesse et éducation
Stanley Engerman nait à Brooklyn en 1936. Son père, Irving Engerman, est vendeur de meubles en gros tandis que sa mère, Edith (Kaplan) Engerman, est femme au foyer. Il obtient sa licence et sa maîtrise en comptabilité à l'Université de New York en 1956 et 1958 avant d'obtenir un doctorat en économie en 1962 à l'Université Johns-Hopkins.

## Carrière académique
Après avoir obtenu son doctorat, il enseigne à l'Université de Yale pendant un an. Il commence à travailler à l'Université de Rochester en 1963 où il est professeur d'économie jusqu'à sa retraite en 2017 où il enseigne l'histoire économique et l'économie du sport et du divertissement. Engerman est président de la Social Science History Association ainsi que président de la Economic History Association. De 2009 à 2012, il est professeur invité au département d’économie de l'université Harvard, où il enseigne l’économie du sport et du divertissement.
Son ouvrage le plus connu est Time on the Cross: The Economics of American Negro Slavery (co-écrit avec Robert Fogel). Il pose des affirmations très marquées, comme le fait que l'esclavage restait une institution économiquement viable et que la propriété d'esclaves était généralement un investissement rentable, que l'agriculture esclavagiste était très efficace et que les conditions matérielles de vie des esclaves « se comparaient favorablement à celles des travailleurs industriels libres ». Le livre est controversé, les critiques affirmant qu'il donne une représentation « relativement bénigne » de l'esclavage. Selon le New York Times, un panel sur le livre organisé par Engerman et Fogel à Rochester, et auquel ont participé environ 100 universitaires, a été si controversé que la presse locale l'a qualifié de « guerre scientifique ».

## Vie privée
Il est marié à Judith Rader Engerman jusqu'à sa mort en 2019. Ils ont trois fils.
Stanley Engerman meurt du syndrome myélodysplasique à son domicile de Watertown, Massachusetts, le 11 mai 2023, à âge de 87 ans.

## Travaux
- Time on the Cross: The Economics of American Negro Slavery (avec Robert Fogel), 1974
- Race and Slavery in the Western Hemisphere: Quantitative Studies par Eugene D. Genovese et Stanley L. Engerman, 1975
- A Historical Guide to World Slavery par Seymour Drescher et Stanley L. Engerman (1998)
- Slavery, Emancipation, and Freedom: Comparative Perspectives (Walter Lynwood Fleming Lectures in Southern History) par Stanley L. Engerman (2007)
- Slavery (Oxford Readers) de Stanley Engerman, Seymour Drescher et Robert Paquette (2001)
- The Evolution of Suffrage Institutions in the New World SL ENGERMAN, KL SOKOLOFF - The Journal of Economic History, 2005 - Cambridge Univ Press
- Institutional and Non-Institutional Explanations of Economic Differences SL ENGERMAN, KL SOKOLOFF - Document de travail du NBER, 2003
- Economic Development in the Americas since 1500: Endowments and Institutions par Stanley L. Engerman et Kenneth L. Sokoloff, 2011